# Largo Winch (serie televisiva)
Largo Winch  è una serie televisiva in 39 episodi trasmessi per la prima volta nel corso di 2 stagioni dal 2001 al 2003.
Si basa sulle avventure del personaggio di Jean Van Hamme, che ne ha scritto decine di romanzi e fumetti.

## Trama
Nerio Winch, presidente e direttore generale nell'onnipotente Groupp W., muore in piena notte, brutalmente assassinato. Ma poco prima di morire, Nerio aveva registrato destinato a suo figlio Largo. 
Largo, di fronte alla morte del padre di cui si è macchiata una potente organizzazione occulta, ereditando la poltrona del padre dovrà farsi strada tra nemici mortali e avversari finanziari.

## Personaggi
- Largo Winch, interpretato da	Paolo Seganti.
- Joy Arden, interpretato da	Sydney Penny.
- Simon Ovronnaz, interpretato da	Diego Wallraff.
- John Sullivan, interpretato da	Serge Houde.
- Georgy Kerensky, interpretato da	Geordie Johnson.
- Michel Cardignac, interpretato da	Charles Edwin Powell.
- Waldo Buzetti, interpretato da	Tyrone Benskin.
- Alicia Del Ferril, interpretata da	Sonia Benezra.
- Marissa, interpretata da	Michelle Lipper.
- Klaus Otto Jagger, interpretato da	Alexander Bisping.
- Vanessa Ovronnaz, interpretata da	Victoria Sanchez.
- Diana Murray, interpretata da	Agathe de La Boulaye.
- padre Maurice de Beliveau, interpretato da	Vernon Dobtcheff.
- Ross Naylor, interpretato da	Bruce Dinsmore.
- Nério Winch, interpretato da	David Carradine.
- detective, interpretato da	Bruce MacEwen.
- dottor Kruger, interpretato da	Kelly Patterson.
- Giudice, interpretato da	Ellen David.
- Ben Gilliam, interpretato da	Brett Watson.
- Brian Cole, interpretato da	Frank Chiesurin.
- Janine Taylor, interpretata da	Karen Elkin.

## Produzione
La serie, ideata da Philippe Francq e Jean Van Hamme, fu prodotta da:
- Beta Film
- Edition Dupuis
- M6 Métropole Télévision
- Motion International
- Muse Entertainment Enterprises
- Paramount Television
- RTL-TVi

Fu girata a Montréal, in Canada, e a Parigi, in Francia. Le musiche furono composte da Michel Colombier.

### Registi
Tra i registi della serie sono accreditati:
- David Wu
- Susanna Lo
- Paolo Barzman
- Dennis Berry
- Laurent Brégeat
- Gérard Hameline
- Peter D. Marshall
- Joseph L. Scanlan

## Distribuzione
La serie fu trasmessa in Francia dal 2001 al 2003 sulla rete televisiva M6 e in Canda sul canale Mystery dal dicembre 2001. In Italia è stata trasmessa dall'ottobre del 2002 su RaiDue con il titolo Largo Winch.
Alcune delle uscite internazionali sono state:
- in Francia il 26 gennaio 2001 (Largo Winch)
- in Germania il 6 maggio 2001 (Largo Winch - Gefährliches Erbe)
- in Russia il 1º settembre 2001
- in Canada il 9 settembre 2001
- in Ungheria il 5 luglio 2002
- in Finlandia il 18 settembre 2002
- in Grecia (Largo Winch)
- in Italia (Largo Winch)

## Episodi
| Stagione         | Episodi | Prima TV Francia |
| ---------------- | ------- | ---------------- |
| Prima stagione   | 26      | 2001-2002        |
| Seconda stagione | 13      | 2002-2003        |